# Ahlam Lemseffer
Ahlam Lemseffer (en arabe : أحلام لمسفر) est une artiste plasticienne marocaine. Elle appartient à la troisième génération des artistes marocains.

## Biographie
Ahlam Lemseffer est née en 1950 à El Jadida au Maroc mais vit et travaille à Casablanca. Après avoir obtenu son Baccalauréat, elle s'est lancée dans des études artistiques et spécialement la section des Arts Décoratifs de Paris ainsi qu’à l’ESAG Penninghen et une licence en littérature anglaise à l'Université Paris VIII,.
L’artiste a occupé le poste d'enseignant chercheur au ministère marocain de l'éducation. Elle est membre du comité d’honneur à la Société des Arts Francophones depuis 1994. 
En 2012, Ahlam Lemseffer fonde Maison de l’Art Contemporain MAC A au village d'Aquouass Briech (près d'Assilah), devenu aujourd’hui structure culturelle incontournable du milieu de l’art contemporain marocain,.

## Distinctions
Artiste distinguée au cours de sa carrière artistique, elle a remporté plusieurs prix et médailles au Maroc et à l'échelle internationale:
- 1995- Une médaille d'argent au Salon international "Kings of Art"
- 1996- Un prix du mérite qui lui a été décerné au Moulin d'Orcun en 1996[6].
- 2007- Ambassadrice de la Paix de « World Peace Maker Project »
- 2008- Une prestigieuse décoration de l’Académie française des Sciences et des Lettres.

## Expositions
Individuelles
- 1993: Galerie du Palais-Royal, Paris, France
- 1994: Galerie Bab Rouah Rabat, Maroc
- 1995: Palais des congrès de Marrakech, Maroc
- 1996: Galerie Bassamat, Casablanca, Maroc
- 1997: Galería Iris, Madrid, Espagne
- 1998: Maison du Maroc et Palais-Royal, Paris, France
- 2000: Palais Jamaï, Fès, Maroc
- 2001: Festival des musiques sacrées, Fès, Maroc
- 2002: Galerie CDG, Rabat, Maroc
- 2003: Festival des musiques sacrées de Fès, Maroc
- 2004: Galerie Yahia, Tunis, Tunisie
- 2007: Galerie Bab Rouah, Rabat
- 2007: Palais Trauttmansdorff, Graz, Autriche
- 2008: Galerie 121, Institut Français de Casablanca, Maroc
- 2012: Galerie l’Artothèque, Casablanca, Maroc

Collectives
- 2000 Koweït- Création au féminin- Galerie Bab Rouah- Rabat
- 2001 Galerie Johanna- Angoulême.
- 2002 Sommet de la femme Arabe Amman.Journées culturelles marocaines Amman.- Parcours d'artistes - Rabat
- 2003 Art et architecture Petits formats- Casablanca- Exposition UNESCO- Beyrouth
- 2004 Exposition Doubaï- Venise cadre- Casablanca- Grande exposition Nationale des Arts Plastiques- Casablanca
- 2005 Exposition des plasticiens de Casablanca- Exposition des femmes créatrices de la méditerranée- casa- Grande exposition nationale des arts plastiques- Casablanca
- 2006 Chicago6 Casablanca "sisters ities"- Biennale du Caire
- 2007 petit format galerie MemoArts- casa- " Estampes" Institut Francais casa. Santiago- chili- Mujer de Maruecos exposition itinérante- EspagneWereld Museum, Rotterdam- Samon Beaumarchais et Bosio- Monaco- Botanicher Garden Karl- Franzer Universitat- Graz, Autriche- XXIVème Biennale d'Alexandri
- 2008 Regards croisés Marocains/ Palestiniens- Galeries MemoArts- Casablanca- " La Valse des Arts" Galerie Le Lutétia, Paris- Peindre aujourd'hui au Maroc, Galerie Chaibia, El Jadida- ONDA, Aéroport Mohamed V, Casablanca- Ministère des Finances6 Rabat- Semaine culturelle marocaine, Tunis
- 2009 Mostra d’Arte Contemporanea  Museo storico di Bergamo Hommage à Giuseppe Garibaldi, Italie
- 2010 Forum de la création au Maroc" lirréraire"- Amany 5 Bab Rouah, Rabat, Maroc
- 2011; 4 + 1 : MAC à Briech, Maroc- 2 + 2 : Galerie Basma, Casablanca, Maroc- Ausstellung '' Miniprint '', Argentine- Ausstellung ''Gartenträume II”, Autriche- MAC à Expo
- 2012 MAC à Asilah, Maroc- Miniprint : Sao Paulo / Buenos Aires / Graz Autriche- Rencontre d’Art Actuel Mazagan- El Jadida Maroc
- 2013 Maison d’art Contemporain, Asilah, Maroc- Biennale Internationale d’Art Contemporain de Tunis – Tunisie- Biennale de Sculptures et Installations, Graz, Autriche.
- 2013: Omani Society for Fine Arts, Muscat, Sultana Oman
- 2014 au  MAC, Briech Maroc- MAC à Expo
- 2014: Musée de la palmeraie, Marrakech, Maroc
- 2015: 50 ans de peinture au Maroc, Médiathèque de Casablanca, Maroc
- 2018 Symposium International d’Art Contemporain Chine - Maroc La route de l’Art6 MAC A Art Print Workshop 6 Ink Painting workshop « China Arab Silk Road Cultural Tour »
- 2019: UTTARAYAN CENTER FOR ART Jaspur Vadodara India « RIHLA » Exposition d’Art Contemporain Société Générale Maroc. RIHLA : Exposition d’Art Contemporain Société Générale Maroc. MAC A ART PRINT PROJECT India - Morocco. MAC A EXPO 2019 INDE MAROC ART ET SPIRITUALITE. Seville -Espagne atelier Très Culturas - Union Européenne
- 2022 La Mansouria Expo Palais Al Bahia Marrakech6 Exposition internationale Ensemble d’Art Contemporain Hammamet Tunisie 2022
- 2025  Fondation Al Mada - Villa des Arts Casablanca - Vernissage " زينة ما وراء الزرقة"

## Publications
- Monographie Ahlam: "Quête de l’Absolu"
- Magazine Zone' Art: Rédactrice en chef.
- Catalogue exposition personnelle Edité par la galerie Artothèque - Künstler symposium Voitsberg, Erde-eARTh - Maroc Pretium Visite d’atelier - Interactions catalogue institut Français Casablanca, - Arte y Mujer en Marruecos Madrid par RED ITINER - GENAP              1ère, 2ème et 3ème édition   - Traits Estampes du Maroc par le Ministère de la Culture.
- Catalogue officiel de la Biennale de Marrakech - L’art de donner, édité par la Marocaines de Jeux et de Sport - Art du Maroc Papier Special.
- Contemporary Art in the Middle East par Paul Sloman - Publication Europ Art expo                  Pays-Bas - A book Magazine Issue 20 Moroccan Fine Art, p147-148- 2014
- 2005 Traits -Estampe du Maroc, Ministère de la culture. Maroc. Publication Cultures Solidaires, édité par FAM, soutien UNESCO.

## Modèles d'œuvres artistiques
- Untitled 120 x 120 cm/ mixed media on canvas 1997
- Unritled 100 x 100 cm/ mixed media on canvas 2010
- Technique mixte sur toile/ 150 x 150 cm  Œuvre 2019
- Acrylique et résine sur toile/ 150 x 150 cm Œuvre 2019[1]
- Panneau acrylique sur toile 270 x 710 cm Exposition Musée Mohammed VI[9]